# What Shall We Do Now?
«What Shall We Do Now?» (de títol de prova «Backs to the Wall») és una cançó de la banda anglesa Pink Floyd, escrita per Roger Waters.

## Història
La idea original era que aparegués al seu àlbum The Wall de 1979, i aparegué en versions demo de The Wall, però fou omesa a causa de les restriccions de temps del format en vinil. En lloc seu es col·locà una cançó molt més curta, titulada «Empty Spaces», la qual desemboca directament en «Young Lust». Aquesta fou una decisió d'últim minut; les mànigues dels sobres de vinil originals encara incloïen la cançó a la llista de temes i la seva lletra.